# Ulunma Jerome
Ulunma Jerome, född 4 november 1988, är en fotbollsspelare från Nigeria (försvarare) som spelar i Piteå IF sedan säsongen 2011. Landslagsmeriter:VM 2007, VM 2011, OS 2008 för Nigeria.